# Číslo (film)
Číslo (v originále Le Zèbre) je francouzský hraný film z roku 1992, který režíroval Jean Poiret jako adaptaci románu Alexandra Jardina z roku 1988. Snímek měl světovou premiéru dne 17. června 1992.

## Děj
Hippolyte Pécheral je venkovský notář, který je považován za podivína. Naštěstí jeho úředník a přítel Gregory zajišťuje hladký chod jinak prosperující kanceláře. Hippolyte je patnáct let ženatý s Camille, učitelkou literatury, se kterou má dvě děti. Cítí, že do jeho vztahu zákeřně zapadá rutina, a tak se rozhodne znovu rozdmýchat plamen vášně. Krátce poté Camille dostává anonymní milostné dopisy. Nejprve pobaveně a poté znepokojeně souhlasí s tím, že půjde na schůzku, kterou domluvil její tajemný ctitel v hotelu.

## Obsazení
| Thierry Lhermitte     | Hippolyte Pecheral |
| Caroline Cellier      | Camille            |
| Christian Pereira     | Grégoire           |
| Annie Grégorio        | Marie-Louise       |
| François Dyrek        | Alphonse           |
| Carine Lemaire        | Nathalie           |
| Walter Allouch        | Laurent            |
| Brigitte Chamarande   | Anne               |
| Samuel Labarthe       | Nogaret            |
| Philippe Khorsand     | Cazenave           |
| Colette Bergé         | paní Mourleau      |
| Pierre Gallon         | ředitel            |
| Laurent Hennequin     | Bonnange           |
| Olivier Brocheriou    | Boyer              |
| Jean-François Dérec   | majitel hotelu     |
| Delphine Quentin      | snoubenka          |
| Franck Lapersonne     | pan Chenu          |
| Silvie Laguna         | paní Chenu         |
| Emmanuelle Meyssignac | Stéphanie          |
| Jean-Luc Porraz       | lékař              |
| Nicolas Marié         | kněz               |
| Marie-Laurence        | tchyně             |

## Ocenění
- César: nominace na nejlepší filmový debut (Jean Poiret)